# Sjors Roosen
Pour les articles homonymes, voir Roosen.
Sjors Roosen, né le 18 septembre 1991, est un coureur cycliste néerlandais.

## Biographie
Mesurant 1,94 m pour 76 kilos, il intègre l'équipe continentale Jo Piels en 2012. Sa course favorite est l'Omloop der Kempen.

## Palmarès
- 2009[2]
  - Grand Prix André Noyelle
  - 3e de La Cantonale Juniors
- 2011
  - 1re étape du Tour de Berlin (contre-la-montre par équipes)
  - 3e étape de l'Arden Challenge
- 2013
  - 2e du championnat des Pays-Bas du contre-la-montre espoirs
  - 2e du championnat des Pays-Bas universitaire sur route
  - 2e du Tour de Berlin
- 2014
  - 2e étape de l'Olympia's Tour (contre-la-montre par équipes)
  - 2e du Circuit de Campine

## Classements mondiaux
| Année           | 2013 | 2014 |
| --------------- | ---- | ---- |
| UCI Europe Tour | 250e | 305e |